# Campo Hidrotermal Menez Gwen

O Campo Hidrotermal Menez Gwen está situado na posição geográfica 37º 50,8' N, 31º 31,8' W, a 150 milhas a sudoeste da cidade da Horta (Açores), a profundidades entre os 840 e os 865 m, no flanco leste do segmento da Crista Média do Atlântico imediatamente a sul da junção tripla dos Açores. O campo hidrotermal foi descoberto em 1994, durante uma expedição científica francesa dentro da zona económica exclusiva (ZEE) dos Açores, sendo actualmente uma área marinha protegida da Rede de Áreas Protegidas dos Açores, integrada na Rede Natura 2000 e na rede de áreas marinhas protegidas da Convenção OSPAR.

## Descrição
O Campo Hidrotermal Menez Gwen, localizado na posição geográfica 37º 50,8’-37º 51,6’N e 31º 30,0-31º 31,7’W, foi descoberto durante o cruzeiro francês DIVA1 realizado em Maio de 1994. O nome "Menez Gwen", com raiz na língua bretã e que pode ser traduzido alternativamente como "montanha branca" (Candice Mons no Cartulaire de Redon) ou "montanha sagrada" (como na colina sagrada de Manéguen na comuna de Guénin), evoca a região de Morbihan, na Bretanha, onde o topónimo tem origem e existe em diversas variantes.
O troço da Dorsal Média do Atlântico onde o campo se insere é um segmento vulcânico basáltico sem rifte central bem definido, no qual também se localiza, mais a sul, o Campo Hidrotermal Lucky Strike. A principal estrutura geomorfológica do segmento é um vulcão circular, anichado sobre a sua parte central, com um diâmetro de 17 km e que se eleva a cerca de 700 m acima dos fundos circundantes. O topo do vulcão é atravessado por um graben axial, com uma orientação aproximada norte-sul, com cerca de 6 km de comprimento, 2 km de largura e cerca de 300 m de profundidade. O graben é aberto nos seus extremos norte e sul, o que o diferencia dos sistemas de caldeira. Está em crescimento, no extremo norte do graben, um novo vulcão, com cerca de 600 m de diâmetro e 120 m de altura em relação aos fundos circundantes, constituído quase inteiramente por lavas em almofada (pillow lavas) frescas, sem qualquer cobertura sedimentar.
O Campo Hidrotermal Menez Gwen está situado no flanco sueste do novo vulcão, próximo do seu topo, numa área onde o fundo oceânico se situa entre os 840 e os 865 m de profundidade. Os sítios activos conhecidos agrupam-se numa área de poucos hectares e são caracterizados pela presença de chaminés pequenas, constituídas essencialmente por anidrite branca depositada em resultado do contacto entre o fluido hidrotermal e a água do mar. Em torno das chaminés existem áreas de emanação difusa, nas quais o fluido hidrotermal é libertado através da fissuras nos campos de lavas.
No Campo Hidrotermal Menez Gwen o fluido hidrotermal é translúcido, sendo ejectado a temperaturas entre 265 ºC e 281 °C e pH entre 4,2 e 4,8. O fluido é rico em gases dissolvidos, com elevado teor de CH4 (metano), mas com uma concentração de H2S (gás sulfídrico) inferior a 2 mmol/kg, um valor considerado baixo em comparação com a generalidade dos campos hidrotermais. Aparenta estar empobrecido em sulfetos e metais em relação ao equilíbrio químico.

## Fauna e ecologia
A fauna e flora em torno das zonas de emanação hidrotermal no Campo Menez Gwen são diversificadas, variando substancialmente entre sítios. No sítio designado por Homem em Pé existem manchas densas de mexilhões da espécie Bathymodiolus azoricus, nas quais são tembém frequentes os caranguejos da espécie Chaceon affinis (família Geryonidae). Noutras áreas existem  manchas densas de hidróides. Em torno das zonas de maior emanação ocorrem numerosas espécies de peixes batiais, entre as quais Chaunax sp., Trachyscorpia cristulata echinata, Neocyttus helgae, Epigonus telescopus e Beryx splendens. Também ocorre a espécie Hydrolagus affinis, predadora das populações de mexilhões.
As maiores concentrações de mexilhões ocorrem em áreas de emanação difusa, com as populações instaladas sobre depósitos de anidrite e de barite, em particular nas zonas de contacto entre esses depósitos e as lavas em almofada confinantes. Nestas populações, os espécimes amostrados tinham 111 mm de comprimento máximo da concha e não foram detectados poliquetas comensais da família Polynoidae no interior dos mexilhões recolhidos. Contudo, noutras áreas foi detectada a presença da espécie comensal Branchipolynoe seepensis. Sobre as conchas dos mexilhões é frequente a presença de gastrópodes pateliformes (Patellogastropoda), em especial da espécie Protolira valvatoides e de uma nova espécie do género Lepetodrilus. Algumas das populações de mexilhões estão recobertas por densas esteiras bacterianas. Sobre as zonas de maior emanação de fluido hidrotermal, em particular nas paredes das chaminés activas,  existem densas populações de Crassispira chacei e de Mirocaris fortunata, sendo que que esta última espécie foi observada em densidades maiores perto da base das chaminés. O predador dominante das populações de mexilhões é o caranguejo Segonzacia mesatlantica, mas também são frequentes os espécimes de Chaceon affinis que se alimentam sobre os mexilhões. Foi também detectada a presença de peixes do género Gaidropsarus.
A característica mais importante detectada no Campo Hidrotermal Menez Gwen é a presença de fauna batial, incluindo peixes, cefalópodes e crustáceos, que fazem incursões na área hidrotermal, possivelmente para se alimentarem.